# جايسون دوز
جايسون دوز (27 ديسمبر 1988 في جامايكا - ) (بالإنجليزية: Jason Dawes)‏ هو لاعب كريكت جامايكي. شارك مع منتخب جامايكا الوطني للكريكت. أما مع النوادي، فقد لعب مع Combined Campuses and Colleges cricket team ‏.

## وصلات خارجية
- جايسون دوز على موقع إي آس بي آن كريك إنفو (الإنجليزية)